# Tom Vilsack
Thomas James "Tom" Vilsack (/ˈvɪlsæk/; nascido em 13 de dezembro de 1950) é um político dos Estados Unidos, membro do Partido Democrata e ex-Secretário de Agricultura dos Estados Unidos de 2021 até 2025. Foi o 40º governador de Iowa. Vilsack foi eleito pela primeira vez em 1998 e reeleito em 2002. Em 30 de novembro de 2006, ele lançou formalmente sua candidatura à nomeação do Partido Democrata para a presidência dos Estados Unidos na eleição de 2008, mas desistiu da candidatura em 23 de fevereiro de 2007.
Barack Obama anunciou a escolha de Vilsack para a Secretária de Agricultura em 17 de dezembro de 2008. A nomeação de Vilsack foi confirmada pelo Senado dos Estados Unidos, por unanimidade, em 20 de janeiro de 2009. Em 2021, o presidente Joe Biden o nomeou novamente para ocupar o mesmo cargo que deteve no começo da administração Obama.

## Secretário da Agricultura dos Estados Unidos

### Secretário na administração Obama
A 17 de dezembro de 2008, o então presidente eleito Barack Obama anunciou a sua escolha de Vilsack como indicado para ser o 30º secretário de Agricultura. Vilsack governou um estado predominantemente agrícola, assim como os dois secretários de Agricultura anteriores, Mike Johanns (que mais tarde foi um senador dos Estados Unidos por Nebraska) (2005–2007) e Ed Schafer (2007–2009).
O Senado confirmou a nomeação de Vilsack para o cargo por consentimento unânime a 20 de janeiro de 2009.
Vilsack foi o fundador e ex-presidente da Parceria de Biotecnologia do Governador e foi nomeado Governador do Ano pela Organização da Indústria de Biotecnologia, um grupo de lobby da indústria.

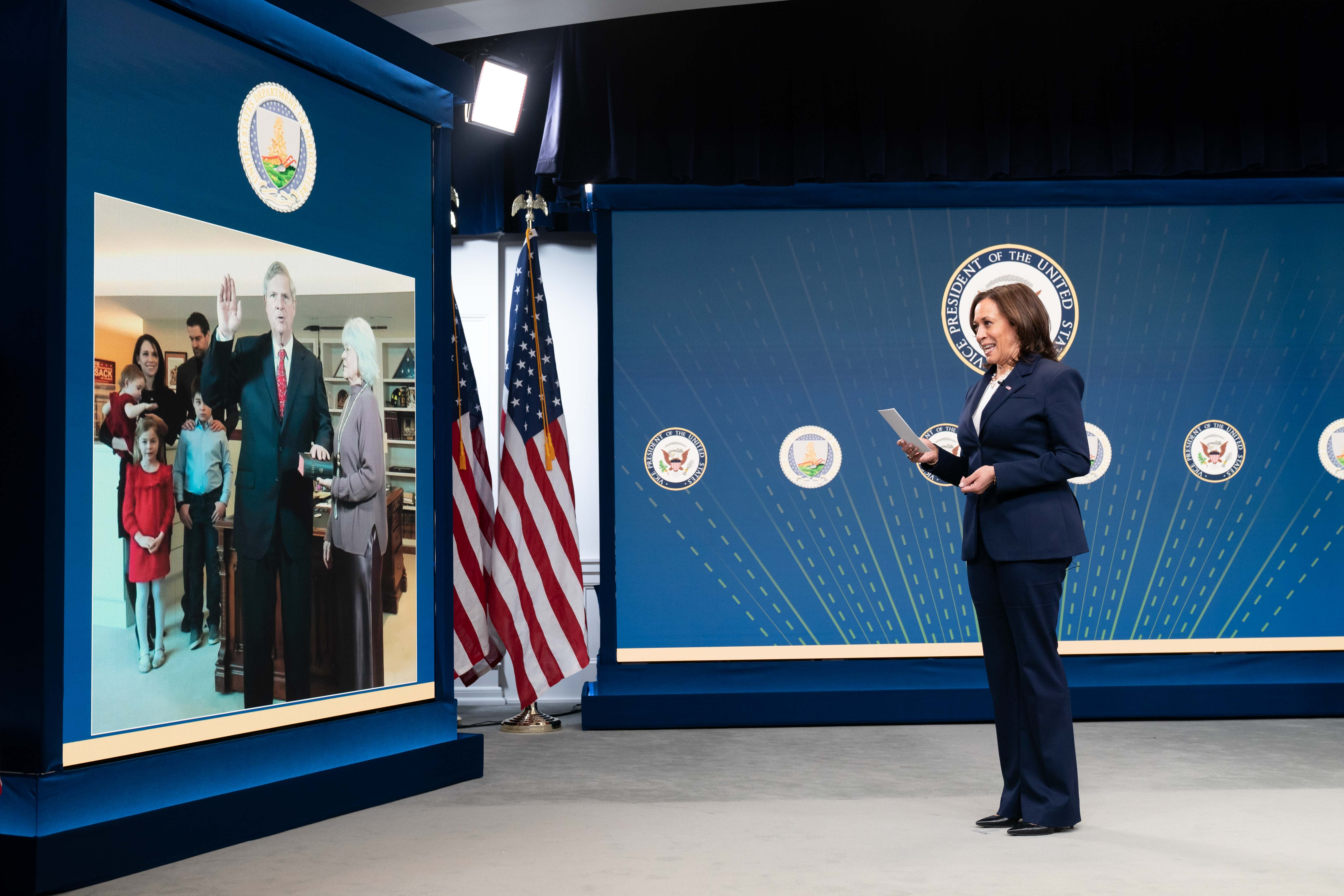
Vilsack é empossado pela vice-presidente Kamala Harris.

### Secretário na administração Biden
Em dezembro de 2020, Biden anunciou que nomearia Vilsack para servir novamente como Secretário da Agricultura. O movimento foi recebido por algumas críticas, por causa da relação percebida de Vilsack com o status quo e a agricultura corporativa. Ele compareceu ao Comité de Agricultura do Senado a 2 de fevereiro de 2021 e foi aprovado por unanimidade. A sua nomeação foi confirmada pelo senado a 23 de fevereiro de 2021, por uma votação de 92–7. Ele foi empossado pela vice-presidente Kamala Harris a 24 de fevereiro de 2021.